# 809
| 809                |
| ------------------ |
| Dødsfald - Fødsler |
|                    |

| Gregoriansk kalender | 809 DCCCIX              |
| Ab urbe condita      | 1562                    |
| Armensk kalender     | 258 ԹՎ ՄԾԸ              |
| Kinesiske kalender   | 3505 – 3506 戊子 – 己丑 |
| Etiopisk kalender    | 801 – 802               |
| Jødisk kalender      | 4569 – 4570             |
| Hindukalendere       |                         |
| - Vikram Samvat      | 864 – 865               |
| - Shaka Samvat       | 731 – 732               |
| - Kali Yuga          | 3910 – 3911             |
| Iransk kalender      | 187 – 188               |
| Islamisk kalender    | 193 – 194               |

Se også 809 (tal)